# 黄埔新港专用线
黄埔新港专用线，又称“夏港线”、“黄埔新港铁路”，是广州黄埔新港配套的铁路专用线，位于中国广东省广州市黄埔区。

## 历史
- 1974年4月，黄埔新港专用线开工[1]。
- 1975年12月26日，黄埔新港专用线与黄埔新港码头土建一期工程基本建成，简易投产[1][2]。
- 1976年4月25日，黄埔新港专用线全线配套工程建成并交付使用[1][2]（一说1979年建成并交付使用[3]）。

## 线路

### 走向
黄埔新港专用线由广州市黄埔区红山街道元安街130号广深铁路下元火车站东端右侧出岔，向南穿越狮山与将军山之间山谷，跨越黄埔东路，在6公里处设港前站，再前于墩头基设新港码头及铁路装卸线。

### 轨道线数据
黄埔新港专用线正线全长8.91公里，站线13.49公里，其中下元站存车线1股道，港前站4股道，调车线3股道，机车整备线2股道，机走线、牵出线、卸车线各1股道，码头装卸线11股道。截至2000年，黄埔新港专用线线路总长为59.6公里，有东江、麻涌特大桥等17座桥梁，设有新港、新沙和墩美3座车站，配置了2台东风4型和1台矿山1C型内燃机车。